# Колледж-Парк Скайхокс
Колледж-Парк Скайхокс (англ. College Park Skyhawks) — американский профессиональный баскетбольный клуб, выступающий в Восточной конференции Джи-Лиги НБА. Команда была основана в 2017 году и базируется в городе Колледж-Парк, штат Джорджия. Является фарм-клубом команды Национальной баскетбольной ассоциации «Атланта Хокс». Домашние игры проводит на стадионе «Гейтуэй Центр Арена».

## История
10 ноября 2016 года было объявлено, что «Атланта Хокс» приобрели и создали новую команду Лиги развития НБА, которая будет выступать на новой арене в близлежащем Колледж-Парке начиная с сезона 2019/20. В декабре 2016 года «Орландо Мэджик» приобрели оригинальную франшизу «Бэйхокс» с намерением перевести её во Флориду на сезон 2017/18 и преобразовать её в «Лейкленд Мэджик». В феврале 2017 года первоначальные владельцы «Бэйхокс» провели переговоры с «Хокс» о досрочном старте их франшизы уже в сезоне 2017/18 и, пока не будет достроена новая арена в Колледж-Парке, о выступлении «Бэйхокс» качестве их аффилированного клуба. 
25 июля 2017 года первым главным тренером команды был назначен Джош Лонгстафф. Под его руководством в дебютном сезоне она заняла первое место в дивизионе и дошла до финала конференции, где проиграла «Рэпторс 905». В июне 2018 года Лонгстафф покинул клуб, присоединившись к тренерскому штабу «Милуоки Бакс», и 19 июля «Бэйхокс» возглавил Ноэль Гиллеспи. В дебютном сезоне под его руководством команда ухудшила результаты, заняв последнее место в дивизионе и показав отрицательную разницу побед и поражений. 
21 февраля 2019 года «Хокс» объявили, что с сезона 2019/20 их клуб в Джи-Лиге будет называться «Колледж-Парк Скайхокс». 10 мая к группе «Скайхокс» присоединился уроженец Колледж-Парка, рэпер 2 Chainz. В прерванном из-за пандемии COVID-19 сезоне команда заняла третье место в дивизионе, набрав худший в своей истории процент побед (46,5%). «Скайхокс» были одной из нескольких команд, которые отказались от участия в сокращённом сезоне 2020/21.
4 августа 2021 года Гиллеспи на тренерском посту сменил Стив Гэнси. Под его руководством «Скайхокс» заняли пятое место в конференции, набрав лучший в своей истории процент побед (60,6%), и во второй раз вышли в плей-офф, где в четвертьфинале проиграли «Кэпитал-Сити Гоу-Гоу». В следующем сезоне «Колледж-Парк» вновь просел по результатам, заняв всего 11-е место. 13 августа 2023 года новым главным тренером был назван Райан Шмидт. Под его руководством команда заняла 5-е место в конференции. 17 сентября 2024 года Шмидта на тренерском мостике сменил Аарон Эванс. 

## Статистика сезонов
| Сезон                     | Дивизион                  | Конференция               | Регулярный сезон | Регулярный сезон | Регулярный сезон | Регулярный сезон | Плей-офф |
| Сезон                     | Дивизион                  | Конференция               | Место            | В                | П                | В%               | Плей-офф |
| ------------------------- | ------------------------- | ------------------------- | ---------------- | ---------------- | ---------------- | ---------------- | --- |
| Эри Бэйхокс               |                           |                           |                  |                  |                  |                  | |
| 2017–18                   | Юго-Восточный             | Восточная                 | 1-е              | 28               | 22               | 56,0             | Выигрыш первого раунда конференции (Лейкленд) 96-90 Выигрыш полуфинала конференции (Форт-Уэйн) 119-116 Проигрыш финала конференции (Рэпторс 905) 106-118 |
| 2018–19                   | Юго-Восточный             | Восточная                 | 4-е              | 24               | 26               | 48,0             | |
| Колледж-Парк Скайхокс     |                           |                           |                  |                  |                  |                  | |
| 2019–20                   | Юго-Восточный             | Восточная                 | 3-е              | 20               | 23               | 46,5             | Сезон был прерван из-за пандемии COVID-19 |
| 2020–21                   | —                         | —                         | —                | —                | —                | —                | Команда отказалась участвовать в сезоне |
| 2021–22                   | —                         | Восточная                 | 3-е              | 20               | 13               | 60,6             | Проигрыш четвертьфинала конференции (Кэпитал-Сити) 122-131                                                                                               |
| 2022–23                   | —                         | Восточная                 | 11-е             | 15               | 17               | 46,9             | |
| 2023–24                   | —                         | Восточная                 | 8-е              | 17               | 17               | 50,0             | |
| 2024–25                   | —                         | Восточная                 |                  |                  |                  |                  | |
| Всего в регулярном сезоне | Всего в регулярном сезоне | Всего в регулярном сезоне | 124              | 118              | 51,2             |                  | |
| Всего в плей-офф          | Всего в плей-офф          | Всего в плей-офф          | 2                | 2                | 50,0             |                  | |

## Связь с клубами НБА

### Является фарм-клубом
- Атланта Хокс (2017—н. в.)